# Andreas Ulmer
Andreas Ulmer (Linz, 30 dicembre 1985) è un ex calciatore austriaco, di ruolo difensore.

## Carriera

### Club
Nativo di Linz, ha esordito nella Frank Stronach Akademie, poi ha militato nell'Austria Vienna dalla stagione 2004-2005. Nell'estate del 2008 si è trasferito all'Ried. Il 28 gennaio 2009 è stato prelevato dal Salisburgo, di cui è divenuto il primatista di presenze (oltre 500).

### Nazionale
Ha debuttato in nazionale maggiore l'11 febbraio 2009 in amichevole contro la Svezia. A partire dal novembre 2017, dopo avere collezionato solo 4 presenze in 8 anni venendo spesso ignorato dal ct degli austriaci Marcel Koller, diventa un titolare fisso sotto la gestione del ct Franco Foda, venendo convocato per Euro 2020.

## Statistiche

### Presenze e reti nei club
Statistiche aggiornate all'11 ottobre 2022.
| Stagione               | Squadra                | Campionato             | Campionato | Campionato | Coppe nazionali | Coppe nazionali | Coppe nazionali | Coppe continentali | Coppe continentali | Coppe continentali | Altre coppe | Altre coppe | Altre coppe | Totale | Totale |
| Stagione               | Squadra                | Comp                   | Pres       | Reti       | Comp            | Pres            | Reti            | Comp               | Pres               | Reti               | Comp        | Pres        | Reti        | Pres   | Reti   |
| ---------------------- | ---------------------- | ---------------------- | ---------- | ---------- | --------------- | --------------- | --------------- | ------------------ | ------------------ | ------------------ | ----------- | ----------- | ----------- | ------ | ------ |
| 2004                   | Austria Wien II        | EL                     | -          | -          | CA              | 1               | 0               |                    | -                  | -                  |             | -           | -           | 1      | 0      |
| 2005                   | Austria Wien           | BL                     | 1          | 0          |                 | -               | -               |                    | -                  | -                  |             | -           | -           | 1      | 0      |
| 2005-2006              | Austria Wien II        | EL                     | 18         | 0          | CA              | 2               | 0               |                    | -                  | -                  |             | -           | -           | 20     | 0      |
| 2006                   | Austria Wien           | BL                     | 2          | 0          |                 | -               | -               | CU                 | 1                  | 0                  |             | -           | -           | 3      | 0      |
| Totale Austria Wien    | Totale Austria Wien    | Totale Austria Wien    | 3          | 0          |                 | -               | -               |                    | 1                  | 0                  |             | -           | -           | 4      | 0      |
| 2006-2007              | Austria Wien II        | EL                     | 20         | 1          |                 | -               | -               |                    | -                  | -                  |             | -           | -           | 20     | 1      |
| 2007-gen. 2008         | Austria Wien II        | EL                     | 32         | 0          |                 | -               | -               |                    | -                  | -                  |             | -           | -           | 32     | 0      |
| Totale Austria Wien II | Totale Austria Wien II | Totale Austria Wien II | 70         | 1          |                 | 3               | 0               |                    | -                  | -                  |             | -           | -           | 73     | 1      |
| 2008-gen. 2009         | Ried                   | BL                     | 22         | 1          | CA              | 3               | 0               |                    | -                  | -                  |             | -           | -           | 25     | 1      |
| gen.-giu. 2009         | Salisburgo             | BL                     | 15         | 0          | CA              | -               | -               | CU                 | -                  | -                  |             | -           | -           | 15     | 0      |
| 2009-2010              | Salisburgo             | BL                     | 36         | 0          | CA              | 3               | 0               | UCL+UEL            | 5+8                | 0                  | -           | -           | -           | 52     | 0      |
| 2010-2011              | Salisburgo             | BL                     | 9          | 0          | CA              | 0               | 0               | UCL+UEL            | 3+0                | 1                  | -           | -           | -           | 12     | 1      |
| 2011-2012              | Salisburgo             | BL                     | 20         | 1          | CA              | 5               | 0               | UEL                | 7                  | 0                  | -           | -           | -           | 32     | 1      |
| 2012-2013              | Salisburgo             | BL                     | 26         | 0          | CA              | 5               | 0               | UCL                | 2                  | 0                  | -           | -           | -           | 33     | 0      |
| 2013-2014              | Salisburgo             | BL                     | 30         | 2          | CA              | 5               | 0               | UCL+UEL            | 2+10               | 0                  | -           | -           | -           | 47     | 2      |
| 2014-2015              | Salisburgo             | BL                     | 21         | 2          | CA              | 2               | 1               | UCL+UEL            | 3+6                | 0                  | -           | -           | -           | 32     | 3      |
| 2015-2016              | Salisburgo             | BL                     | 34         | 1          | CA              | 6               | 1               | UCL+UEL            | 2+2                | 1+0                | -           | -           | -           | 44     | 3      |
| 2016-2017              | Salisburgo             | BL                     | 30         | 4          | CA              | 2               | 0               | UCL+UEL            | 6+5                | 0                  | -           | -           | -           | 43     | 4      |
| 2017-2018              | Salisburgo             | BL                     | 26         | 3          | CA              | 3               | 0               | UCL+UEL            | 4+16               | 0+1                | -           | -           | -           | 49     | 4      |
| 2018-2019              | Salisburgo             | BL                     | 28         | 0          | CA              | 5               | 0               | UCL+UEL            | 4+10               | 0                  | -           | -           | -           | 47     | 0      |
| 2019-2020              | Salisburgo             | BL                     | 29         | 2          | CA              | 5               | 0               | UCL+UEL            | 6+2                | 1+1                | -           | -           | -           | 42     | 4      |
| 2020-2021              | Salisburgo             | BL                     | 30         | 0          | CA              | 4               | 0               | UCL+UEL            | 8+2                | 0                  | -           | -           | -           | 44     | 0      |
| 2021-2022              | Salisburgo             | BL                     | 27         | 1          | CA              | 3               | 0               | UCL                | 10                 | 0                  | -           | -           | -           | 40     | 1      |
| 2022-2023              | Salisburgo             | BL                     | 9          | 0          | CA              | 2               | 0               | UCL                | 4                  | 0                  | -           | -           | -           | 15     | 0      |
| Totale Salisburgo      | Totale Salisburgo      | Totale Salisburgo      | 370        | 16         |                 | 50              | 2               |                    | 127                | 5                  |             | -           | -           | 547    | 23     |
| Totale carriera        | Totale carriera        | Totale carriera        | 465        | 18         |                 | 56              | 2               |                    | 128                | 5                  |             | -           | -           | 649    | 25     |

### Cronologia presenze e reti in nazionale
| Cronologia completa delle presenze e delle reti in nazionale ― Austria | Cronologia completa delle presenze e delle reti in nazionale ― Austria | Cronologia completa delle presenze e delle reti in nazionale ― Austria | Cronologia completa delle presenze e delle reti in nazionale ― Austria | Cronologia completa delle presenze e delle reti in nazionale ― Austria | Cronologia completa delle presenze e delle reti in nazionale ― Austria | Cronologia completa delle presenze e delle reti in nazionale ― Austria | Cronologia completa delle presenze e delle reti in nazionale ― Austria |
| Data                                                                   | Città                                                                  | In casa                                                                | Risultato                                                              | Ospiti                                                                 | Competizione                                                           | Reti                                                                   | Note                                                                   |
| ---------------------------------------------------------------------- | ---------------------------------------------------------------------- | ---------------------------------------------------------------------- | ---------------------------------------------------------------------- | ---------------------------------------------------------------------- | ---------------------------------------------------------------------- | ---------------------------------------------------------------------- | ---------------------------------------------------------------------- |
| 11-2-2009                                                              | Graz                                                                   | Austria                                                                | 0 – 2                                                                  | Svezia                                                                 | Amichevole                                                             | -                                                                      | 78’                                                                    |
| 10-10-2009                                                             | Innsbruck                                                              | Austria                                                                | 2 – 1                                                                  | Lituania                                                               | Qual. Mondiali 2010                                                    | -                                                                      |                                                                        |
| 18-11-2014                                                             | Vienna                                                                 | Austria                                                                | 1 – 2                                                                  | Brasile                                                                | Amichevole                                                             | -                                                                      | 77’                                                                    |
| 14-11-2017                                                             | Vienna                                                                 | Austria                                                                | 2 – 1                                                                  | Uruguay                                                                | Amichevole                                                             | -                                                                      |                                                                        |
| 27-3-2018                                                              | Lussemburgo                                                            | Lussemburgo                                                            | 0 – 4                                                                  | Austria                                                                | Amichevole                                                             | -                                                                      |                                                                        |
| 6-9-2018                                                               | Vienna                                                                 | Austria                                                                | 2 – 0                                                                  | Svezia                                                                 | Amichevole                                                             | -                                                                      | 65’                                                                    |
| 12-10-2018                                                             | Vienna                                                                 | Austria                                                                | 1 – 0                                                                  | Irlanda del Nord                                                       | UEFA Nations League 2018-2019 - 1º turno                               | -                                                                      |                                                                        |
| 16-10-2018                                                             | Herning                                                                | Danimarca                                                              | 2 – 0                                                                  | Austria                                                                | Amichevole                                                             | -                                                                      |                                                                        |
| 18-11-2018                                                             | Belfast                                                                | Irlanda del Nord                                                       | 1 – 2                                                                  | Austria                                                                | UEFA Nations League 2018-2019 - 1º turno                               | -                                                                      |                                                                        |
| 24-3-2019                                                              | Haifa                                                                  | Israele                                                                | 4 – 2                                                                  | Austria                                                                | Qual. Euro 2020                                                        | -                                                                      |                                                                        |
| 7-6-2019                                                               | Vienna                                                                 | Austria                                                                | 1 – 0                                                                  | Slovenia                                                               | Qual. Euro 2020                                                        | -                                                                      |                                                                        |
| 10-6-2019                                                              | Skopje                                                                 | Macedonia del Nord                                                     | 1 – 4                                                                  | Austria                                                                | Qual. Euro 2020                                                        | -                                                                      |                                                                        |
| 6-9-2019                                                               | Salisburgo                                                             | Austria                                                                | 6 – 0                                                                  | Lettonia                                                               | Qual. Euro 2020                                                        | -                                                                      |                                                                        |
| 9-9-2019                                                               | Varsavia                                                               | Polonia                                                                | 0 – 0                                                                  | Austria                                                                | Qual. Euro 2020                                                        | -                                                                      |                                                                        |
| 10-10-2019                                                             | Vienna                                                                 | Austria                                                                | 3 – 1                                                                  | Israele                                                                | Qual. Euro 2020                                                        | -                                                                      |                                                                        |
| 13-10-2019                                                             | Lubiana                                                                | Slovenia                                                               | 0 – 1                                                                  | Austria                                                                | Qual. Euro 2020                                                        | -                                                                      |                                                                        |
| 16-11-2019                                                             | Vienna                                                                 | Austria                                                                | 2 – 1                                                                  | Macedonia del Nord                                                     | Qual. Euro 2020                                                        | -                                                                      |                                                                        |
| 4-9-2020                                                               | Oslo                                                                   | Norvegia                                                               | 1 – 2                                                                  | Austria                                                                | UEFA Nations League 2020-2021 - 1º turno                               | -                                                                      |                                                                        |
| 7-9-2020                                                               | Vienna                                                                 | Austria                                                                | 2 – 3                                                                  | Romania                                                                | UEFA Nations League 2020-2021 - 1º turno                               | -                                                                      |                                                                        |
| 15-11-2020                                                             | Vienna                                                                 | Austria                                                                | 2 – 1                                                                  | Irlanda del Nord                                                       | UEFA Nations League 2020-2021 - 1º turno                               | -                                                                      |                                                                        |
| 18-11-2020                                                             | Vienna                                                                 | Austria                                                                | 1 – 1                                                                  | Norvegia                                                               | UEFA Nations League 2020-2021 - 1º turno                               | -                                                                      |                                                                        |
| 28-3-2021                                                              | Vienna                                                                 | Austria                                                                | 3 – 1                                                                  | Fær Øer                                                                | Qual. Mondiali 2022                                                    | -                                                                      |                                                                        |
| 31-3-2021                                                              | Vienna                                                                 | Austria                                                                | 0 – 4                                                                  | Danimarca                                                              | Qual. Mondiali 2022                                                    | -                                                                      | 82’                                                                    |
| 6-6-2021                                                               | Vienna                                                                 | Austria                                                                | 0 – 0                                                                  | Slovacchia                                                             | Amichevole                                                             | -                                                                      |                                                                        |
| 13-6-2021                                                              | Bucarest                                                               | Austria                                                                | 3 – 1                                                                  | Macedonia del Nord                                                     | Euro 2020 - 1º turno                                                   | -                                                                      |                                                                        |
| 17-6-2021                                                              | Amsterdam                                                              | Paesi Bassi                                                            | 2 – 0                                                                  | Austria                                                                | Euro 2020 - 1º turno                                                   | -                                                                      |                                                                        |
| 1-9-2021                                                               | Chișinău                                                               | Moldavia                                                               | 0 – 2                                                                  | Austria                                                                | Qual. Mondiali 2022                                                    | -                                                                      |                                                                        |
| 7-9-2021                                                               | Vienna                                                                 | Austria                                                                | 0 – 1                                                                  | Scozia                                                                 | Qual. Mondiali 2022                                                    | -                                                                      | 77’                                                                    |
| 12-11-2021                                                             | Klagenfurt am Wörthersee                                               | Austria                                                                | 4 – 2                                                                  | Israele                                                                | Qual. Mondiali 2022                                                    | -                                                                      | 89’                                                                    |
| 15-11-2021                                                             | Klagenfurt am Wörthersee                                               | Austria                                                                | 4 – 1                                                                  | Moldavia                                                               | Qual. Mondiali 2022                                                    | -                                                                      |                                                                        |
| 29-3-2022                                                              | Vienna                                                                 | Austria                                                                | 2 – 2                                                                  | Scozia                                                                 | Amichevole                                                             | -                                                                      | 87’                                                                    |
| 24-3-2023                                                              | Linz                                                                   | Austria                                                                | 4 – 1                                                                  | Azerbaigian                                                            | Qual. Euro 2024                                                        | -                                                                      | 74’                                                                    |
| Totale                                                                 |                                                                        | Presenze                                                               | 32                                                                     |                                                                        | Reti                                                                   | 0                                                                      |                                                                        |

## Palmarès

### Club

#### Competizioni nazionali
- Coppa d'Austria: 12

Austria Vienna: 2004-2005, 2005-2006, 2006-2007
Salisburgo: 2011-2012, 2013-2014, 2014-2015, 2015-2016, 2016-2017, 2018-2019, 2019-2020, 2020-2021, 2021-2022
- Campionato austriaco: 14

Austria Vienna: 2005-2006
Salisburgo: 2008-2009, 2009-2010, 2011-2012, 2013-2014, 2014-2015, 2015-2016, 2016-2017, 2017-2018, 2018-2019, 2019-2020, 2020-2021,  2021-2022, 2022-2023